# و اینک سکس
و اینک سکس (ایتالیایی: E adesso sesso) یک فیلم کمدی ایتالیایی به کارگردانی کارلو وانتسینا است که در سال ۲۰۰۱ میلادی منتشر شد. این فیلم ۸ قسمت دارد که هر یک در یکی از شهرهای ایتالیا می‌گذرد و ماجرای اصلی آن دربارهٔ سکس است. کارلو وانتسینا در این فیلم رفتارهای یک ایتالیایی طبقه متوسط را در برخورد با مسائلی نظیر زنان زیبا، خیانت، روابط نامشروع عاشقانه و غیره به‌تصویر می‌کشد.

## داستان
در این مجموعه طنزآمیز از اپیزودهای جداگانه، هشت داستان کوتاه از عشق، خیانت، تمایلات جنسی و طنزهای اجتماعی روایت می‌شود:
- فرار عاشقانه: جنارو، پسر ناپلی، با معشوقه‌اش اسونتا، زنی متأهل و مادر چهار فرزند، از زندگی روزمره فرار می‌کند. خانواده‌ها با پیام‌های تلویزیونی سعی دارند آن‌ها را برگردانند. با وجود بازگشت به خانه، اسونتا همچنان تمایلش به مردان جوان را حفظ می‌کند.
- ونوس سیاه: رومئو، کارگر کارخانه‌ای در تورین، از زندگی خانوادگی‌اش خسته می‌شود و با یک روسپی به نام بریژیت رابطه برقرار می‌کند. او همسرش را از دست می‌دهد و بعد از مدتی متوجه می‌شود که وضعیت جدیدش هم تفاوت چندانی ندارد.
- چشم‌چران‌ها: در ورونا، گروهی از پسران به‌نظر می‌رسد که مشغول تماشای زن همسایه هستند، اما مشخص می‌شود هدف اصلی‌شان تماشای فوتبال از تلویزیونی است که زن جلوی آن را گرفته.
- پیامک: باربارا و ماتئو در فرودگاه آشنا می‌شوند و رابطه‌ای عاشقانه صرفاً از طریق SMS آغاز می‌کنند. پس از جدایی نیز تنها از طریق پیامک روابط جدیدی شروع می‌کنند.
- زیبارویان تقویمی: در سیسیل، شوهرهایی که به تماشای تقویم‌های سکسی عادت دارند، با تقویمی جدید روبه‌رو می‌شوند که عکس همسران خودشان در آن است. آن‌ها برای جمع‌آوری تقویم‌ها سراسر جزیره را زیر پا می‌گذارند، بی‌خبر از اینکه تنها یک نسخه وجود دارد.
- سایت اینترنتی: سزار به همراه نامزدش کتیا به‌طور اتفاقی وارد دنیای تبادل زوج‌ها می‌شود، اما حضور ناگهانی مادربزرگ در خانه، شب قرار را به یک میهمانی سنتی با غذا و بازی ورق تبدیل می‌کند.
- چشم‌چران‌ها ۲: در نسخه‌ای دیگر از ماجرای چشم‌چران‌ها، کارمندان شرکتی در میلان برای تماشای دو زن در حال استریپ‌تیز پول پرداخت می‌کنند، زیرا زنان برای ادامه نمایش شماره حساب بانکی نمایش می‌دهند.
- یک زندگی سخت: ایسیدورو، پلیسی خسیس، وقتی متوجه می‌شود همسرش آدال‌گیزا برای کسب درآمد در فیلم‌های مستهجن بازی می‌کند، او را ترک می‌کند. اما بعد از مدتی خود نیز به این صنعت می‌پیوندد تا از پس مخارج زندگی بربیاید.

این داستان‌ها با نگاهی کنایه‌آمیز به موضوعات خانوادگی، جنسی و فرهنگی در ایتالیا، سعی دارند زندگی روزمره را به شکلی طنزآلود به تصویر بکشند.

## بازیگران
- النا روسو
- آنتونیو آلوکا
- تونی اسپراندئو
- گویا یلو
- ادلویس
- ایوا هنگر
- فرانچسکا نونتسی
- امانوئلا روسی
- آنتونلا فاساری
- دینو کاسیو
- لوئیجی ماریا بوروآنو
- آنجلو روسو
- ماریولینا دِ فانو
- سرچو سُلی